# Cacia basifasciata
Cacia basifasciata är en skalbaggsart som beskrevs av Stefan von Breuning 1939. Cacia basifasciata ingår i släktet Cacia och familjen långhorningar. Inga underarter finns listade.